# Mary Midgley
 (mai 2021).
La mise en forme du texte ne suit pas les recommandations de Wikipédia : il faut le « wikifier ».
Les points d'amélioration suivants sont les cas les plus fréquents. Le détail des points à revoir est peut-être précisé sur la page de discussion.
- Les titres sont pré-formatés par le logiciel. Ils ne sont ni en capitales, ni en gras.
- Le texte ne doit pas être écrit en capitales (les noms de famille non plus), ni en gras, ni en italique, ni en « petit »…
- Le gras n'est utilisé que pour surligner le titre de l'article dans l'introduction, une seule fois.
- L'italique est rarement utilisé : mots en langue étrangère, titres d'œuvres, noms de bateaux, etc.
- Les citations ne sont pas en italique mais en corps de texte normal. Elles sont entourées par des guillemets français : « et ».
- Les listes à puces sont à éviter, des paragraphes rédigés étant largement préférés. Les tableaux sont à réserver à la présentation de données structurées (résultats, etc.).
- Les appels de note de bas de page (petits chiffres en exposant, introduits par l'outil «  Source ») sont à placer entre la fin de phrase et le point final[comme ça].
- Les liens internes (vers d'autres articles de Wikipédia) sont à choisir avec parcimonie. Créez des liens vers des articles approfondissant le sujet. Les termes génériques sans rapport avec le sujet sont à éviter, ainsi que les répétitions de liens vers un même terme.
- Les liens externes sont à placer uniquement dans une section « Liens externes », à la fin de l'article. Ces liens sont à choisir avec parcimonie suivant les règles définies. Si un lien sert de source à l'article, son insertion dans le texte est à faire par les notes de bas de page.
- La présentation des références doit suivre les conventions bibliographiques. Il est recommandé d'utiliser les modèles {{Ouvrage}}, {{Chapitre}}, {{Article}}, {{Lien web}} et/ou {{Bibliographie}}. Le mode d'édition visuel peut mettre en forme automatiquement les références.
- Insérer une infobox (cadre d'informations à droite) n'est pas obligatoire pour parachever la mise en page.

Pour une aide détaillée, merci de consulter Aide:Wikification.
Si vous pensez que ces points ont été résolus, vous pouvez retirer ce bandeau et améliorer la mise en forme d'un autre article.
 (juin 2021).
Pour les articles homonymes, voir Midgley.
Mary Beatrice Midgley, née Scrutton le 13 septembre 1919 et morte le 10 octobre 2018, est une philosophe britannique. Maître de conférences en philosophie à l'Université de Newcastle, elle est connue pour ses travaux sur la science, l'éthique et les droits des animaux . Elle écrit son premier livre, Beast And Man en 1978. Elle en écrit ensuite plus de 15 autres, dont Animals and Why They Matter (1983), Wickedness (1984), The Ethical Primate (1994), Evolution as a Religion (1985) et Science as Salvation (1992). Elle reçoit des doctorats honorifiques des universités de Durham et de Newcastle. Son autobiographie, The Owl of Minerva, a été publiée en 2005.
Mary Midgley s'oppose fermement au réductionnisme, au scientisme ainsi qu'à toute tentative de faire de la science un substitut aux sciences humaines. Elle écrit notamment sur le fait que les philosophes peuvent, selon elle apprendre de la nature, et en particulier des animaux. Plusieurs de ses livres et articles traitent d'idées philosophiques apparaissant dans la science populaire, y compris celles de Richard Dawkins. Elle a également écrit en faveur d'une interprétation morale de l'hypothèse Gaïa. The Guardian l'a décrite comme une philosophe farouchement combative et comme le « fléau principal de la prétention scientifique » au Royaume-Uni.

## Biographie

### Jeunesse
Mary Midgley naît à Londres. Son père, le fils de l'éminent juge  Thomas Edward Scrutton, est curé à Dulwich avant d'être aumônier du King's College, Cambridge. Elle grandit à Cambridge, Greenford et Ealing, et fait ses études à la Downe House School à Cold Ash, Berkshire, où elle développe son intérêt pour les lettres classiques et la philosophie.

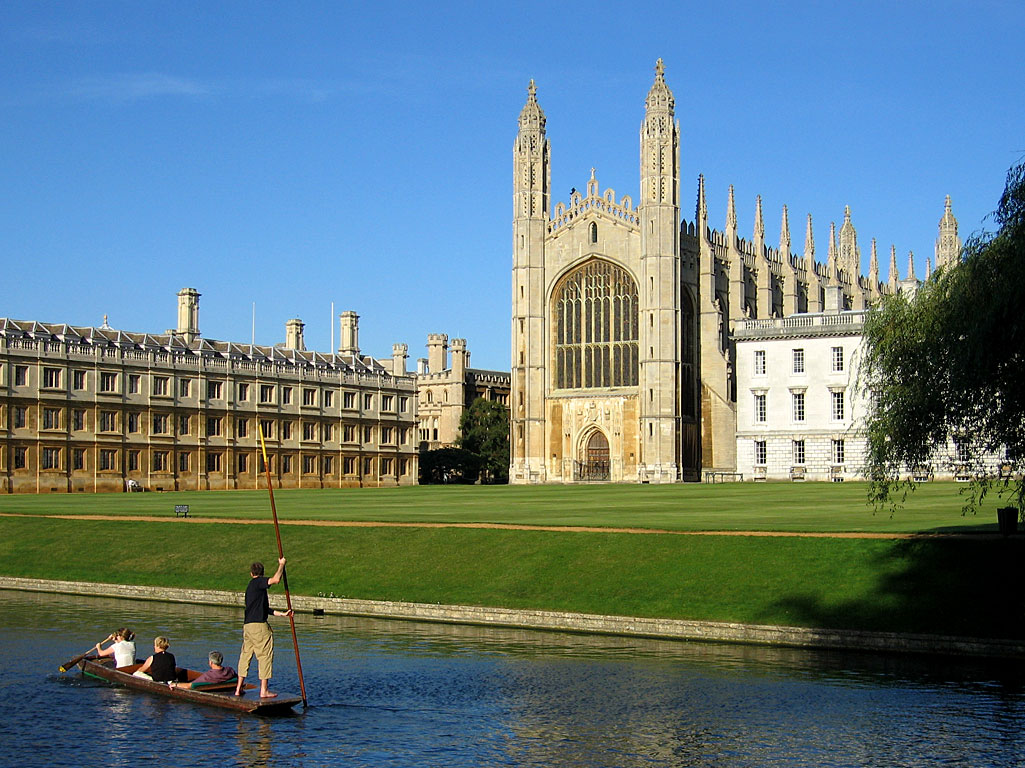
Le père de Midgley était un aumônier du King's College.

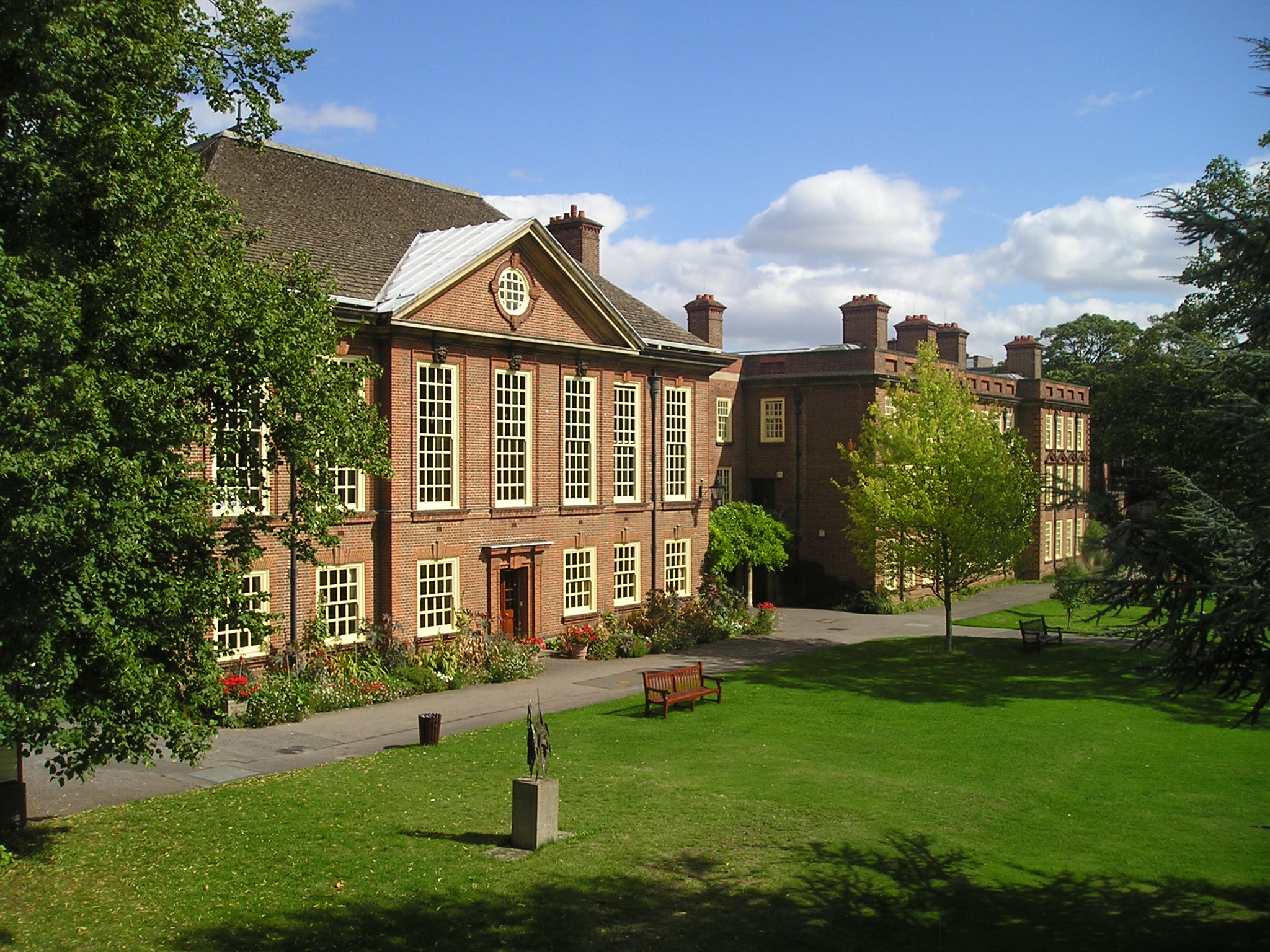
Midgley a lu Greats à Oxford, se rendant à Somerville en 1938.

Elle passe l'examen d'entrée d'Oxford à l'automne 1937, gagnant une place au Somerville College. Au cours de l'année précédant le début de l'université, il a été convenu qu'elle vivrait en Autriche pendant trois mois pour apprendre l'allemand, mais elle part après un mois en raison de l'aggravation de la situation politique. À Somerville, elle étudie les Literae Humaniores aux côtés d' Iris Murdoch, obtenant son diplôme avec la mention très bien.
Plusieurs de ses longues amitiés commencées à Oxford sont avec des scientifiques, et elle les a remercié de l'avoir éduquée dans un certain nombre de disciplines. Après une scission au sein du club travailliste d'Oxford à cause des actions de l'Union soviétique, elle siège  au comité du nouveau club socialiste démocrate aux côtés de Tony Crosland et Roy Jenkins. Elle écrit que sa carrière en philosophie a peut-être été affectée par le fait que les femmes avaient une plus grande voix dans la discussion à l'époque, car de nombreux étudiants de premier cycle sont partis après un an pour se battre pendant la Seconde Guerre mondiale : « Je pense que cette expérience a quelque chose à voir avec le fait qu'Elizabeth [Anscombe] et moi et Iris [Murdoch] et Philippa Foot et Mary Warnock nous sommes tous fait un nom en philosophie… Je pense qu'en temps normal, beaucoup de bonnes pensées féminines sont gaspillées parce qu'elles ne sont tout simplement pas entendues. »

### Carrière
Midgley quitte Oxford en 1942 et entre dans la fonction publique, car « la guerre a mis hors de question le travail des diplômés ». Au lieu de cela, elle « a passé le reste de la guerre à faire divers types de travaux jugés d'importance nationale ».
Pendant ce temps, elle est également enseignante à la Downe School et à la Bedford School. Elle retourne à Oxford en 1947 pour faire ses études supérieures avec Gilbert Murray. Elle commence des recherches sur la vision de Plotin de l'âme, qu'elle décrit comme « si démodée et si vaste que je n'ai jamais terminé ma thèse ». Rétrospectivement, Midgley récrit sur sa conviction qu'elle était « chanceuse » d'avoir raté un doctorat. Elle fait valoir que l'un des principaux défauts de la formation doctorale est que, si elle « vous montre comment traiter des arguments difficiles », elle ne « vous aide pas à saisir les grandes questions qui fournissent son contexte - les problèmes de fond sur lesquels le de petits problèmes se sont posés ».
En 1949, Midgley entre à l'Université de Reading, où elle enseigne au département de philosophie pendant quatre trimestres. En 1950, elle épouse Geoffrey Midgley (mort en 1997), également philosophe. Ils déménagent à Newcastle, où Geoffrey obtient un emploi dans le département de philosophie de l'Université de Newcastle. Midgley abandonne l'enseignement pendant plusieurs années alors qu'elle a trois fils (Tom, David et Martin). De là, elle obtient un emploi dans le département de philosophie à Newcastle, où elle et son mari sont tous deux « très appréciés ». Midgley y enseigne entre 1962 et 1980. Pendant son séjour à Newcastle, elle a commencé à étudier l'éthologie et cela a conduit à son premier livre, Beast and Man (1978), publié à l'âge de 59 ans. « Je n'ai écrit aucun livre avant mes 50 ans, et je suis ravi parce que je ne savais pas ce que je pensais avant ».

### Décès
Mary Midgley est décédée à l'âge de 99 ans à Jesmond le 10 octobre 2018.

## Récompenses
Elle reçoit un doctorat de lettres par l'Université de Durham en 1995 ainsi qu'un doctorat en droit civil à l'Université de Newcastle en 2008. Elle est membre honoraire du Centre de recherche sur les politiques, l'éthique et les sciences de la vie de l'Université de Newcastle. En 2011, elle est la première lauréate du prix Philosophy Now.

## Idées

### Sur la philosophie et la religion
Midgley compare la philosophie à la plomberie : quelque chose que personne ne remarque jusqu'à ce que cela tourne mal : « Puis, tout à coup, nous prenons conscience de certaines mauvaises odeurs, et nous devons soulever le plancher et examiner les concepts de la pensée la plus ordinaire. Les grands philosophes (...) ont remarqué à quel point les choses allaient mal et ont fait des suggestions sur la manière de les gérer ». Malgré son éducation, elle n'adhère pas au christianisme car, dit-elle, « je ne pouvais pas le faire fonctionner. J'essayais de prier et cela ne semblait m'amener nulle part, alors je me suis arrêté après un moment. Mais je pense que c'est une vision du monde parfaitement sensée ». Elle soutient également que les religions du monde ne doivent pas simplement être ignorées : « Il s'avère que les maux qui ont infesté la religion ne se limitent pas à elle, mais sont ceux qui peuvent accompagner toute institution humaine réussie. Il n'est même pas clair non plus que la religion elle-même est quelque chose dont la race humaine peut ou devrait être guérie ».
Son œuvre Wickedness (1984) est décrite comme « se rapprochant le plus d'un thème théologique : le problème du mal ». Mais, Midgley soutient que nous devons comprendre la capacité humaine de méchanceté, plutôt que de blâmer Dieu pour cela. Selon elle, le mal provient d'aspects de la nature humaine et non d'une force extérieure. Elle soutient en outre que le mal est l'absence de bien, le bien étant décrit comme les vertus positives telles que la générosité, le courage et la gentillesse. Par conséquent, le mal est l'absence de ces caractéristiques, conduisant à l'égoïsme, à la lâcheté et autres. Elle s'oppose donc à l'existentialisme et à d'autres écoles de pensée qui promeuvent la « volonté rationnelle ». Elle critique également la tendance à diaboliser ceux qui sont jugés « méchants », sans reconnaitre qu'ils affichent également certaines vertus.
Midgley a également exprimé son intérêt pour les idées de Paul Davies sur l'improbabilité inhérente à l'ordre trouvé dans l'univers. Elle considère qu'« il existe une sorte de tendance à la formation de l'ordre », y compris à la vie et à la « vie perceptive ». Selon elle, la meilleure manière d'en parler est d'utiliser le concept de « force vitale », bien qu'elle reconnaisse que cela reste « vague ». Elle a également soutenu que la « gratitude » est une partie importante de la motivation du théisme. « Vous sortez un jour comme celui-ci et vous êtes vraiment reconnaissant. Je ne sais pas à qui ».
Cette interprétation est également liée à l'argument de Midgley selon lequel le concept de Gaïa a « un aspect à la fois scientifique et religieux ». Elle fait valoir le fait que les gens trouvent cela difficile à comprendre car nos points de vue sur la science et la religion ont été tellement rétrécis que les liens entre eux se sont obscurcis. Néanmoins, il ne s’agit pas de croire en un Dieu « personnel », mais plutôt de répondre au système de vie, tel que révélé par Gaïa, avec « émerveillement, crainte et gratitude ».

### Gaia et la philosophie
Midgley soutient l'hypothèse Gaïa de James Lovelock. Cela constitue « sa plus grande passion » : celle de « raviver notre respect pour la terre ». Midgley décrit également Gaia comme une « percée », car c'était "« a première fois qu'une théorie dérivée de mesures scientifiques emportait avec elle un impératif moral implicite - la nécessité d'agir dans l'intérêt de ce système vivant dont nous dépendons tous ».
En 2001, Midgley fonde, avec David Midgley et Tom Wakeford, le réseau Gaïa pour en devenir la première  présidente,. Leurs réunions régulières sur les implications de Gaïa conduisent au livre de 2007 Earthy realism édité par Midgley, qui cherchait à rassembler les aspects scientifiques et spirituels de la théorie de Gaïa.
Le pamphlet 2001 de Midgley pour Demos Gaia: La prochaine grande idée plaide en faveur de l'importance de l'idée de Gaïa comme « outil puissant » en science, morale, en psychologie et en politique ; pour acquérir une compréhension plus holistique du monde. Pour Midgley, « devons apprendre à valoriser divers aspects de notre environnement, à structurer les relations sociales et les institutions de manière à valoriser la vie sociale et spirituelle, ainsi que le monde naturel, aux côtés des aspects commerciaux et économiques ».
Son livre Science and Poetry, également publié en 2001, comprend aussi une discussion sur l'idée de Gaïa, qui, selon elle, « n'est pas un fantasme gratuit et semi-mystique », mais plutôt « une idée utile, un remède contre les distorsions qui gâtent notre vision du monde actuelle ». Il est utile à la fois pour trouver des solutions pratiques aux problèmes environnementaux et aussi pour nous donner « une vision plus réaliste de nous-mêmes ». Selon Midgley, Gaïa a une importance à la fois scientifique et morale, qui implique également la politique. De la même manière, Gaïa possède un sens religieux,.

### Sur le réductionnisme et le matérialisme
Beast and Man développe une analyse de la nature humaine et s'oppose au réductionnisme de la sociobiologie, ainsi qu'au relativisme et au béhaviorisme qu'elle considère comme répandus dans une grande partie des sciences sociales. Selon elle, les êtres humains ressemblent davantage aux animaux que de nombreux spécialistes des sciences sociales l'avaient alors reconnu, alors que les animaux sont à bien des égards plus sophistiqués qu'on ne le croyait souvent. Elle critique les existentialistes qui soutiennent qu'il n'y a pas de chose semblables à la nature humaine et des écrivains tels que Desmond Morris qui estiment que la nature humaine était « brutale et méchante ». Au lieu de cela, elle soutient que les êtres humains et leur relation avec les animaux peuvent être mieux compris en utilisant les méthodes qualitatives de l'éthologie et de la psychologie comparée. Selon elle, cette approche montre que « nous avons une nature et c'est beaucoup plus au milieu ».
Dans la réédition de Evolution as a Religion (1985) en 2002, Midgley rapporte qu'elle écrit à la fois ce livre et le dernier Science as Salvation (1992) pour contrer la « spéculation quasi-scientifique » de « certains des passages prophétiques et métaphysiques remarquables qui sont soudainement apparus dans les livres scientifiques, souvent dans leurs derniers chapitres. ». Evolution as a Religion traite des théories des biologistes évolutionnistes, y compris Dawkins, tandis que Science as Salvation traite des théories des physiciens et des chercheurs en intelligence artificielle. Midgley écrit qu'elle croit toujours que ces théories « n'ont rien à voir avec une théorie de l'évolution réputée » et qu'elle ne résoudront pas les vrais problèmes sociaux et moraux auxquels le monde est confronté, que ce soit par le génie génétique ou l'utilisation de machines. Elle conclut : « Ces dispositifs me semblent encore n'être que des activités de déplacement proposées pour éviter de faire face à nos réelles difficultés ». « En exposant ces tentatives rhétoriques pour transformer la science en une idéologie globale », écrit-elle dans Les mythes dans lesquels nous vivons, « je n'attaque pas la science mais la défends contre de dangereuses erreurs d'interprétation ».
Midgley s'oppose au réductionnisme ou à la tentative d'imposer une approche unique pour comprendre le monde. Elle suggère qu'il existe « de nombreuses cartes, de nombreuses fenêtres », et avance que « nous avons besoin du pluralisme scientifique - la reconnaissance qu'il existe de nombreuses formes et sources indépendantes de connaissances - plutôt que de réductionnisme, la conviction qu'une forme fondamentale sous-tend tout et règle tout ». Elle écrit qu'il est utile de considérer le monde comme « un immense aquarium. Nous ne pouvons pas le voir dans son ensemble d'en haut, alors nous le regardons à travers un certain nombre de petites fenêtres… Nous pouvons finalement donner beaucoup de sens à cet habitat si nous rassemblons patiemment les données sous différents angles. Mais si nous insistons sur le fait que notre propre fenêtre est la seule qui vaille la peine d'être parcourue, nous n'irons pas très loin ».
Pour Midgley, « reconnaître la matière comme étant en quelque sorte apparentée et pénétrée par l'esprit, ce n'est pas ajouter une nouvelle… hypothèse… c'est prendre conscience de quelque chose que nous faisons déjà ». Elle indique que « ce sujet est celui qui a amené Einstein à faire remarquer que la chose vraiment surprenante à propos de la science est qu'elle fonctionne sur tout … la simple observation que les lois de la pensée s'avèrent être les lois des choses ».
En 2014, Midgley écrit son livre, Are you an illusion? en réponse aux propos de Francis Crick qui dans son livre The Astonishing Hypothesis avance que le sentiment d'identité personnelle et de libre arbitre d'une personne ne sont rien de plus que le comportement des cellules nerveuses. Elle conteste la compréhension inhérente à cet argument selon laquelle tout, y compris le sentiment de soi, peut être compris à travers ses propriétés physiques. Au lieu de cela, elle soutient qu'il existe différents niveaux d'explication, qui doivent être étudiés à l'aide de différentes méthodes. Cela signifie que les pensées et les souvenirs font partie intégrante de la réalité pour les humains et les animaux et doivent être étudiés en tant que tels.